# تپه گورستان ملک‌آباد
تپه قبرستان ملک‌آباد مربوط به دوران پیش از تاریخ ایران باستان - است و در شهرستان بروجرد، بخش مرکزی، روستای ملک‌آباد واقع شده و این اثر در تاریخ ۷ آذر ۱۳۸۳ با شمارهٔ ثبت ۱۱۲۲۷ به‌عنوان یکی از آثار ملی ایران به ثبت رسیده است.